# Drepanoneura loutoni
Drepanoneura loutoni – gatunek ważki z rodziny łątkowatych (Coenagrionidae). Występuje w zachodniej części Ameryki Południowej – w Peru i południowo-wschodnim Ekwadorze.